# Ingeniería financiera
Para estudiosos de la economía empresarial la ingeniería financiera, se puede definir en términos generales como «la utilización de instrumentos financieros para reestructurar un perfil financiero existente y obtener así otro con propiedades más deseables» 
.
Se enfoca hacia la lucha contra los perfiles de riesgo de las entidades ofreciendo una doble alternativa:
- Sustituir todo el riesgo por certeza o,
- Sustituir el riesgo perjudicial dejando solamente el riesgo beneficioso.

También se puede definir como la aplicación de la inventiva y la utilización de instrumentos financieros para realizar inversiones y/o manejos en una empresa o en una organización, a efectos que sean redituables, y prácticamente sin riesgo o con muy poco riesgo.

## Factores determinantes
Muchas son las explicaciones que se han aportado para justificar el importante desarrollo de la ingeniería financiera en los últimos treinta años, entre las cuales podemos destacar:
- El paso de los tipos de cambio flotantes: fluctuaciones importantes en los tipos de cambio tras la caída del sistema de Bretton Woods, acompañado de la existencia de elevadas tasas de inflación. Todo ello conlleva un aumento de la volatilidad del tipo de interés y del tipo de cambio, con el crecimiento de la incertidumbre, su evolución y la necesidad de cobertura.
- Ordenadores y tecnología de la información, con la suficiente agilidad y fiabilidad para su utilización en los mercados financieros, con rápida transmisión de las cotizaciones, haciendo que los mercados sean más perfectos.
- Innovación y crecimiento económico mundial, con la creciente internacionalización de los mercados financieros, salvando las barreras creadas por los sistemas de controles de capitales.
- Regulación y desregulación de los mercados financieros, salvando las barreras creadas por los gobiernos desde una doble perspectiva: en su condición de generadores de innovaciones financieras, dada la necesidad de búsqueda de nuevas vías de financiación que permitan afrontar el déficit público, y en su condición de inductor indirecto de innovaciones privadas a través de la vía legislativa.
- Incidencia negativa en la solvencia de las entidades de crédito que tuvieron fenómenos tales como la crisis de deuda exterior de los países en desarrollo y las crisis sectoriales [Sanz Caballero, J.I. 2000. p. 57 ]
- Necesidad de encontrar fórmulas más eficientes para la cobertura de riesgos.

## Aplicaciones de la ingeniería financiera
Las aplicaciones de la ingeniería financiera se resumen en cuatro aspectos básicos: 
- Cobertura: Se produce cuando una entidad que ya se encuentra sometida a un riesgo intenta eliminar esa exposición adoptando una posición opuesta en uno o más instrumentos de cobertura.
- Especulación: Se produce cuando alguien, que quiere sacar partido de su personal apreciación del mercado, puede especular con los cambios que intuye, creando de este modo una exposición donde antes no existía, apoyado en el hecho de que los principales frutos de la innovación financiera, los derivados financieros; se caracterizan por tener un elevado grado de apalancamiento, ofrecen la capacidad de conjuntar estrategias complejas y de crear exposiciones impracticables de otro modo.
- Arbitraje: Dadas las relaciones matemáticas que vinculan los precios de instrumentos financieros comparables, ofrecen la posibilidad de obtener estrechos márgenes cuando los precios en los mercados se salen de la línea marcada o establecida.
- Estructuración: La ingeniería financiera puede utilizarse para reestructurar las características de una transacción o exposición en particular.

## Consecuencias de la innovación financiera
El desarrollo de la ingeniería financiera presenta las siguientes consecuencias:
- Se ha rebajado sustancialmente el coste de realizar muchas clases de transacciones financieras: la posibilidad de transformar posiciones en los mercados de renta fija en productos de renta variable o la inversa, puede realizarse en un menor número de operaciones, lo que conlleva un menor coste financiero de su gestión.
- Permite compartir el riesgo de manera más efectiva, desplazando el riesgo de las entidades adversas al mismo a aquellas otras que lo encuentran deseable.
- Permite una óptima asignación de recursos en el sistema financiero.
- Obliga a redefinir los agregados de la política monetaria y a flexibilizar su consecución, además de dar lugar a la introducción de nuevas variables, como el tipo de cambio, como objetivo intermedio.
- Obligan a redefinir los objetivos sobre la supervisión del sistema financiero, por cuanto gran parte de las nuevas herramientas surgidas eluden los antiguos controles establecidos.

## Instrumentos financieros
La aplicación de la ingeniería financiera a los productos financieros ha motivado el desarrollo de innumerables productos que pueden quedar resumidos en cuatro figuras fundamentales:
- Contratos forward o a plazo.
- Futuros financieros o sobre materias primas commodities
- Opciones
- Permutas financieras o swaps

Estos productos, calificados como derivados financieros permiten la construcción de una importante diversidad de figuras, verdaderos productos de la ingeniería financiera.
- Opciones

- Opciones sobre divisas, sobre índices, sobre futuros, sobre acciones
- Opciones lookback
- Opciones barrera o condicionales
- Opciones multiíndices
- Opciones diferidas
- Opciones digitales
- Supershares o superacciones
- Opciones asiáticas y pseudoasiáticas
- Opciones asiáticas geométricas
- Opción atlántica o bermuda
- Basket options
- Spread options
- Swaptions u opciones sobre swaps
- Caption u opciones sobre cap
- Opciones sobre FRA
- Strip de opciones sobre futuros
- Strip de opciones de cambio

- Futuros

- Futuros sobre tipos de interés a corto plazo
- Futuros sobre bonos o renta fija
- Futuros sobre índices bursátiles
- Strip de futuros

- Contratos Forward

- Forward Rate Agreements (FRAs)
- Strip de FRA
- Strip de opciones sobre FRA
- SAFE (Synthetic Agreement for Forward Exchange)

- Permutas financieros de tipos de interés (Interest Rate Swaps)

- Swaps “plain vanilla” o coupon swap
- Basis Swap
- IRS con principal no constante
- IRS con principal creciente
- Roller – coaster swap
- Margin swaps
- Delayed Start Swap
- IRS prorrogable
- IRS cancelable
- Forward Swap
- Diff Swaps.
- Swaps fuera de mercado
- Equity Swaps
- Asset swaps
- Swaps macroeconómicos
- Swaps de deuda externa

- Caps, floors y collars
- Participating interest rate agreement o caps participativos
- Permutas de tipos de cambios (Currency swaps)
- Strip de divisas